# Lantana (növénynemzetség)

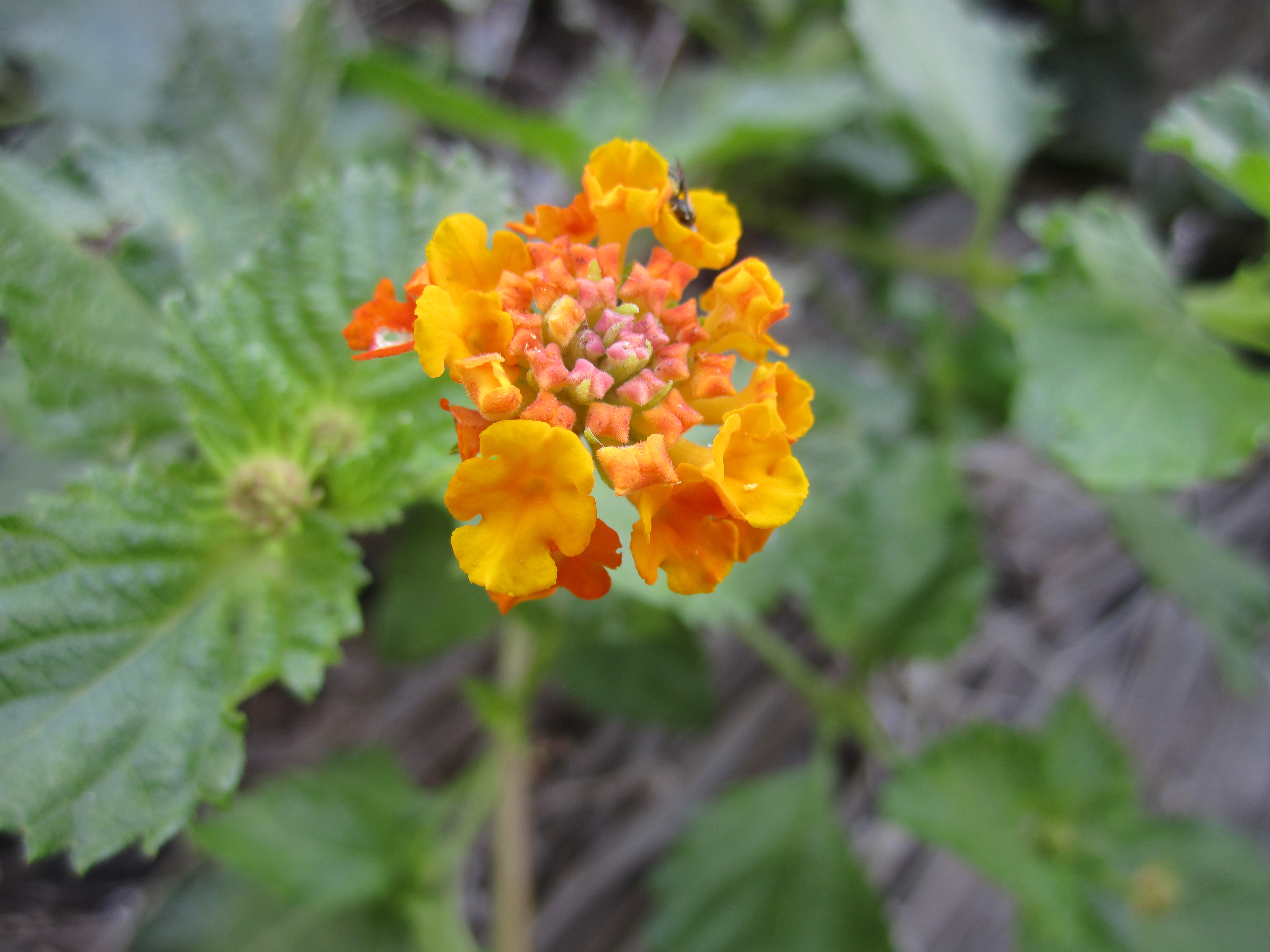
Lantana horrida

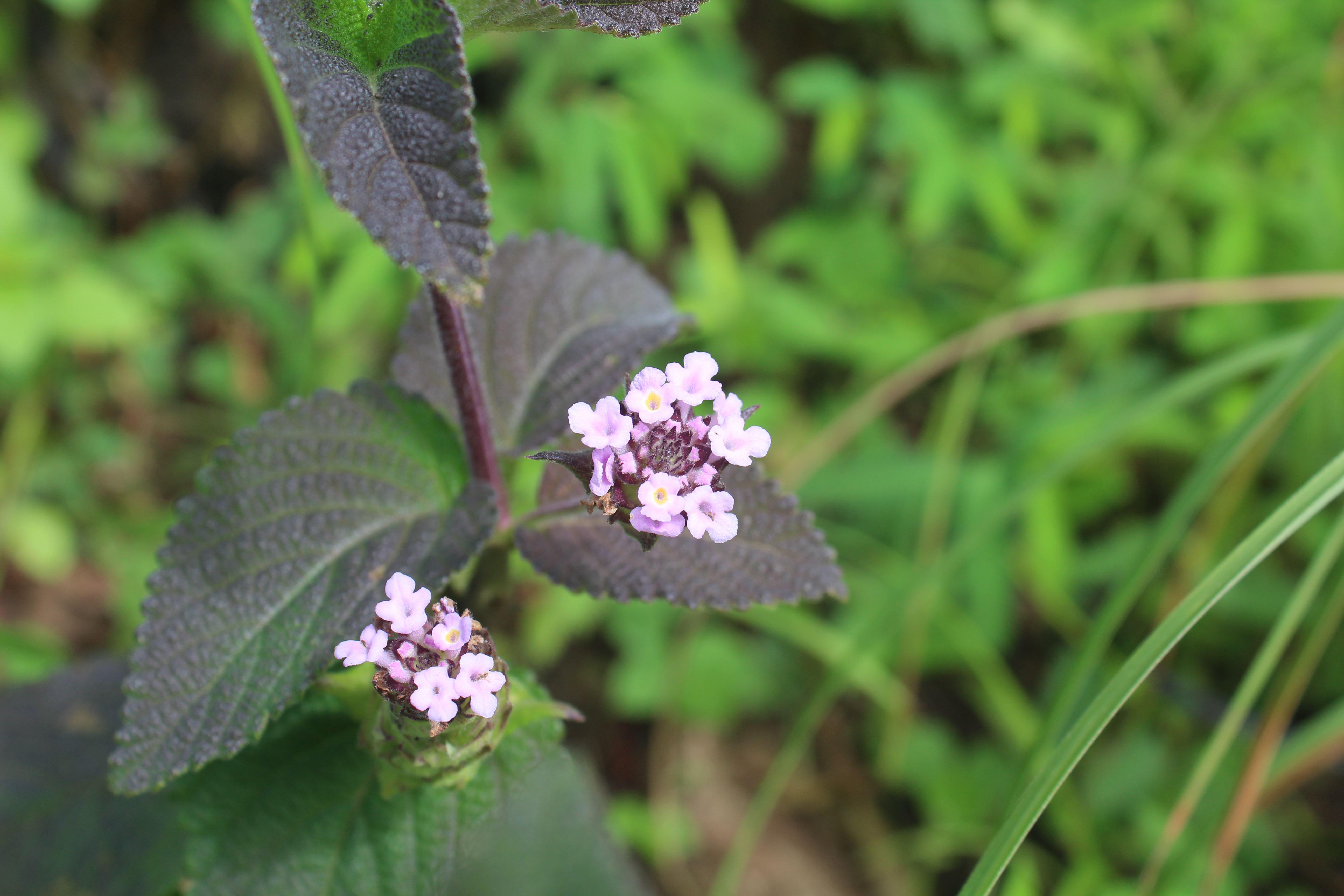
Lantana indica

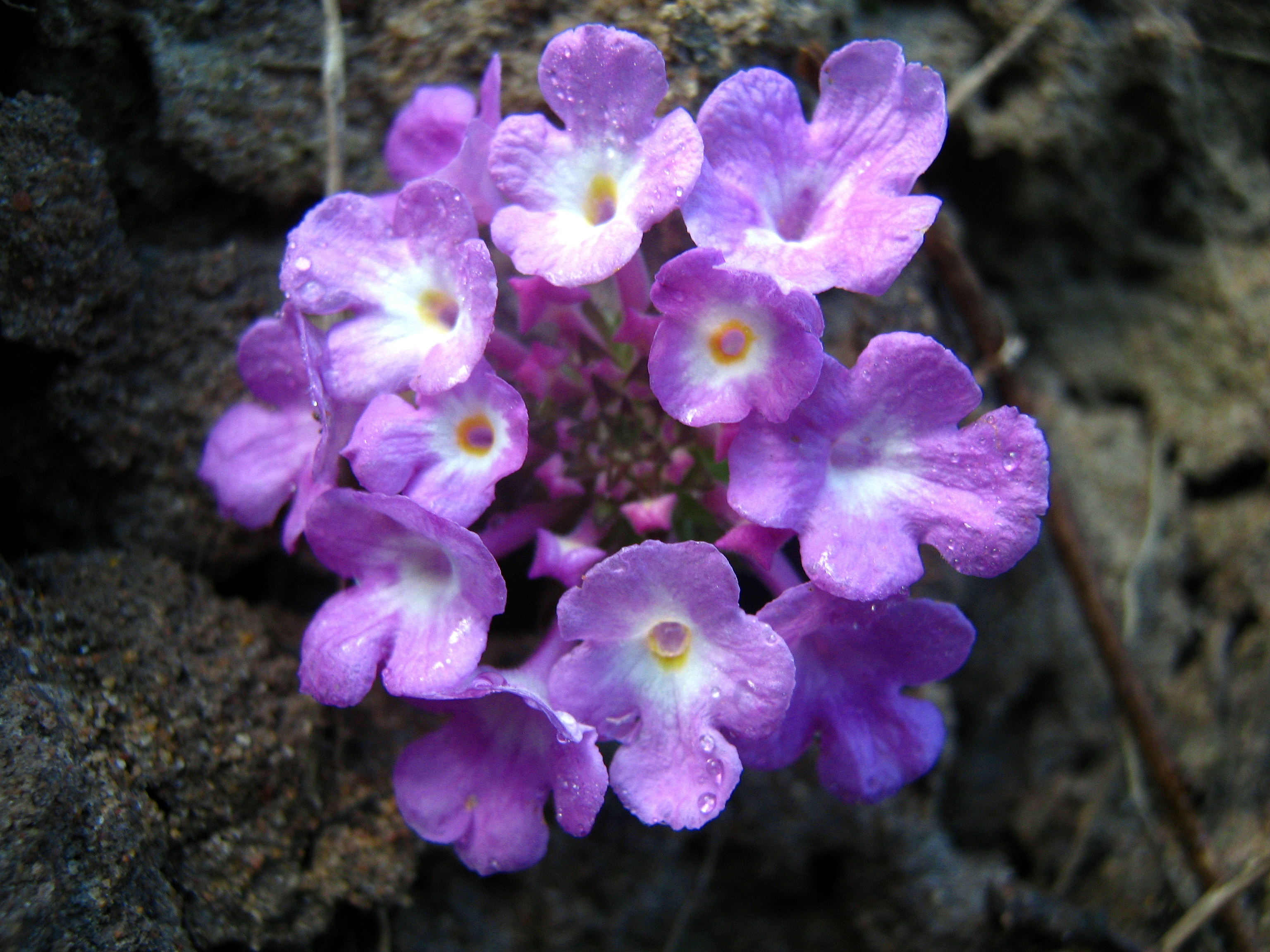
Lantana montevidensis

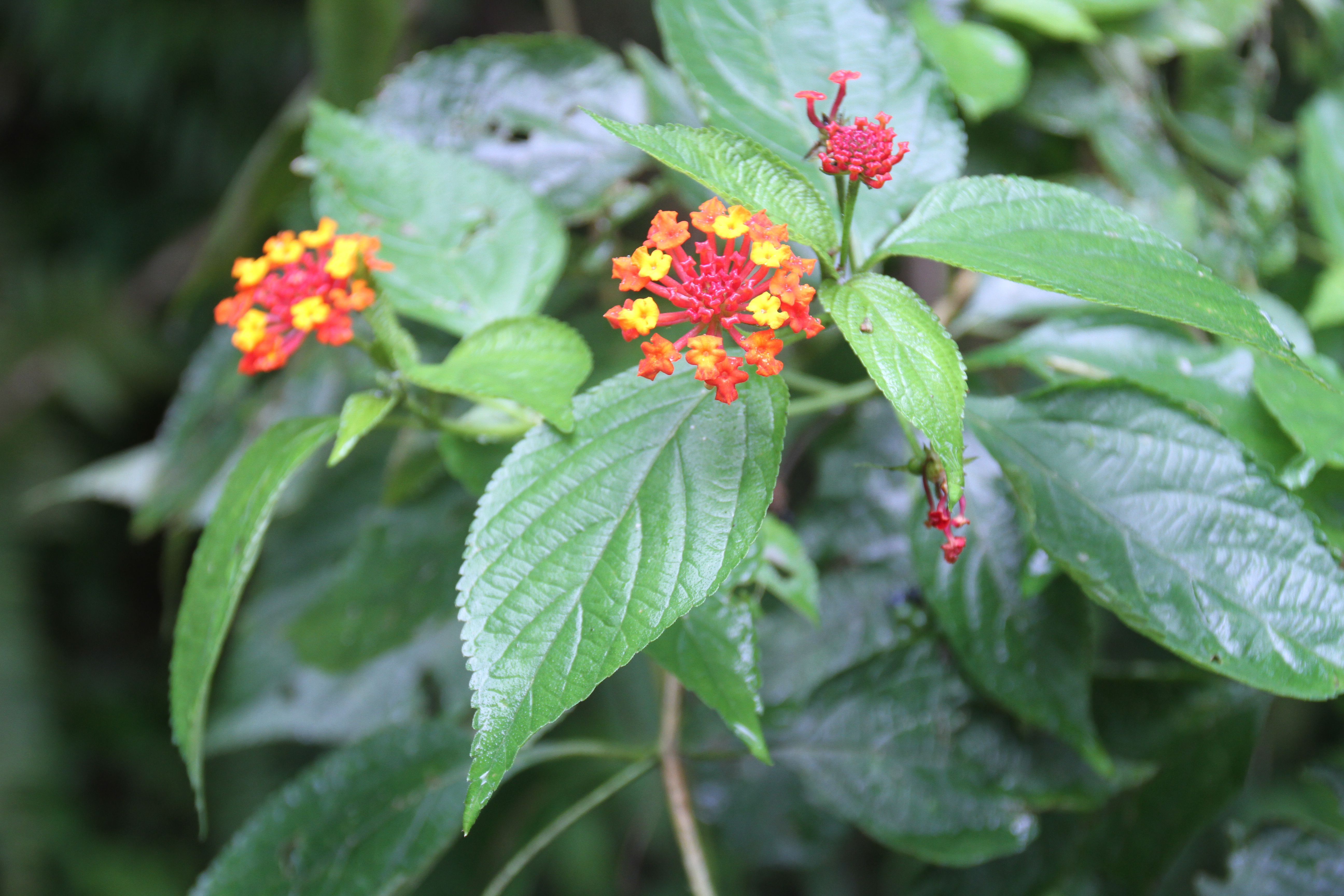
Lantana scabrida

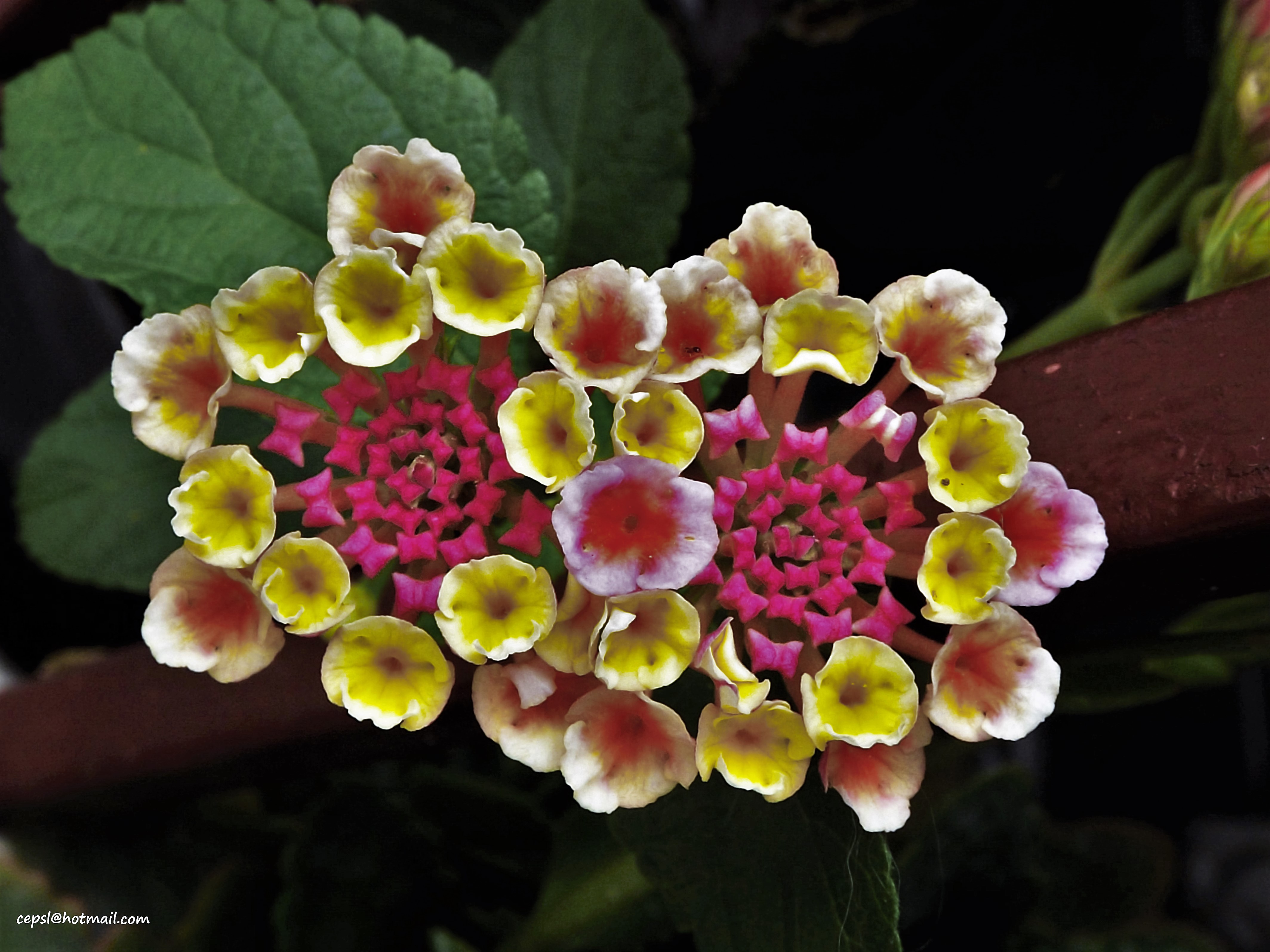
Lantana trifolia

A Lantana az ajakosvirágúak (Lamiales) rendjébe, ezen belül a vasfűfélék (Verbenaceae) családjába tartozó nemzetség.

## Előfordulásuk
Ebből a növénynemzetségből a legtöbb faj Amerika, a többi Afrika trópusi-szubtrópusi területeiről származik. Több fajukat különböző okokból (gyógy-, illetve dísznövényként) Ausztráliába, Új-Guineába és a Hawaii-szigetekre is betelepítették, ahol ezek gyomnövényként elvadultak.
Legismertebb faja a dísznövényként hazánkban is terjedő sétányrózsa (Lantana camara) ami a fentebb sorolt helyszíneken kívül Dél-Ázsiában és a Közel-keleten is özönnövénynek számít.

## Rendszerezés
A nemzetségbe az alábbi 129 faj tartozik:
- Lantana achyranthifolia Desf.
- Lantana × aculeata L.
- Lantana alainii Moldenke
- Lantana amoena Ridl.
- Lantana angolensis Moldenke
- Lantana angustibracteata Hayek
- Lantana angustifolia Mill.
- Lantana aristeguietae Moldenke
- Lantana × bahamensis Britton
- Lantana balansae Briq.
- Lantana balsamifera Britton
- Lantana buchii Urb.
- Lantana caatingensis Moldenke
- sétányrózsa (Lantana camara) L. - típusfaj
- Lantana canescens Kunth
- Lantana caracasana Turcz.
- Lantana chamissonis Benth. ex B.D.Jacks.
- Lantana chiapasensis Moldenke
- Lantana ciferriana Ekman ex Moldenke
- Lantana coimbrensis S.Moore
- Lantana colombiana López-Pal.
- Lantana cordatibracteata Moldenke
- Lantana costaricensis Hayek
- Lantana cubensis Moldenke
- Lantana cujabensis Schauer
- Lantana demutata Millsp.
- Lantana depressa Small
- Lantana dinteri Moldenke
- Lantana dwyeriana Moldenke
- Lantana ebrenbergiana Moldenke
- Lantana elenievskii I.E.Mendez
- Lantana × entrerriensis Tronc.
- Lantana exarata Urb. & Ekman
- Lantana ferreyrae Moldenke
- Lantana fiebrigii Hayek
- Lantana × flava Medik.
- Lantana × floridana Raf.
- Lantana fucata Lindl.
- Lantana glaziovii Moldenke
- Lantana gracilis T.R.S.Silva
- Lantana grisebachii Stuck. ex Seckt
- Lantana grossiserrata Moldenke
- Lantana hatoensis Moldenke
- Lantana hatschbachii Moldenke
- Lantana haughtii Moldenke
- Lantana hirsuta M.Martens & Galeotti
- Lantana hirta Graham
- Lantana hodgei R.W.Sanders
- Lantana horrida Kunth
- Lantana humuliformis Verdc.
- Lantana hypoleuca Briq.
- Lantana indica Roxb.
- Lantana insularis Moldenke
- Lantana involucrata L.
- Lantana jaliscana Moldenke
- Lantana jamaicensis Britton
- Lantana kingii Moldenke
- Lantana langlassei Moldenke
- Lantana leonardorum Moldenke
- Lantana leucocarpa Urb. & Ekman ex Moldenke
- Lantana lindmanii Briq.
- Lantana lockhardtii D.Don ex Schauer
- Lantana lopez-palacii Moldenke
- Lantana lucida Schauer
- Lantana lundiana Schauer
- Lantana machadoi R.Fern.
- Lantana magnibracteata Tronc.
- Lantana megapotamica (Spreng.) Tronc.
- Lantana melissiodorifera Perr.
- Lantana micrantha Briq.
- Lantana microcarpa Urb.
- Lantana moldenkei R.Fern.
- Lantana mollis Graham
- kúszó sétányrózsa (Lantana montevidensis) (Spreng.) Briq.
- Lantana × mutabilis Weigel
- Lantana nivea Vent.
- Lantana notha Moldenke
- Lantana obtusata Briq.
- Lantana ovatifolia Britton
- Lantana parvifolia Desf.
- Lantana pastazensis Moldenke
- Lantana pauciflora Urb.
- Lantana pavonii Moldenke
- Lantana peduncularis Andersson
- Lantana petitiana A.Rich.
- Lantana planifolia (Cham.) Briq.
- Lantana pohliana Schauer
- Lantana prostrata Larrañaga
- Lantana punctulata Moldenke
- Lantana radula Sw.
- Lantana reineckii Briq.
- Lantana reptans Hayek
- Lantana reticulata Pers.
- Lantana riedeliana Schauer
- Lantana robusta Schauer
- Lantana × rubra Berland.
- Lantana rugosa Thunb.
- Lantana rugulosa Kunth
- Lantana ruiz-teranii López-Pal. & Steyerm.
- Lantana rusbyana Moldenke
- Lantana salicifolia Kunth
- Lantana salzmannii Schauer
- Lantana santosii Moldenke
- Lantana scabiosiflora Kunth
- Lantana scabrida Aiton
- Lantana scandens Moldenke
- Lantana soatensis Moldenke
- Lantana splendens Medik.
- Lantana sprucei Hayek
- Lantana × strigocamara R.W.Sanders
- Lantana strigosa (Griseb.) Urb.
- Lantana subcordata Urb.
- Lantana subtracta Hiern
- Lantana svensonii Moldenke
- Lantana swynnertonii Moldenke
- Lantana tetragona (Forssk.) Schweinf.
- Lantana tilcarensis Tronc.
- Lantana tomasii Moldenke
- Lantana trifolia L.
- Lantana ukambensis (Vatke) Verdc.
- Lantana undulata Schrank
- Lantana urticoides Hayek
- Lantana velutina M.Martens & Galeotti
- Lantana veronicifolia Hayek
- Lantana viburnoides (Forssk.) Vahl
- Lantana viscosa Pohl ex Schauer
- Lantana zahlbruckneri Hayek
- Lantana weberbaueri Hayek
- Lantana xenica Moldenke